# 하임리히법

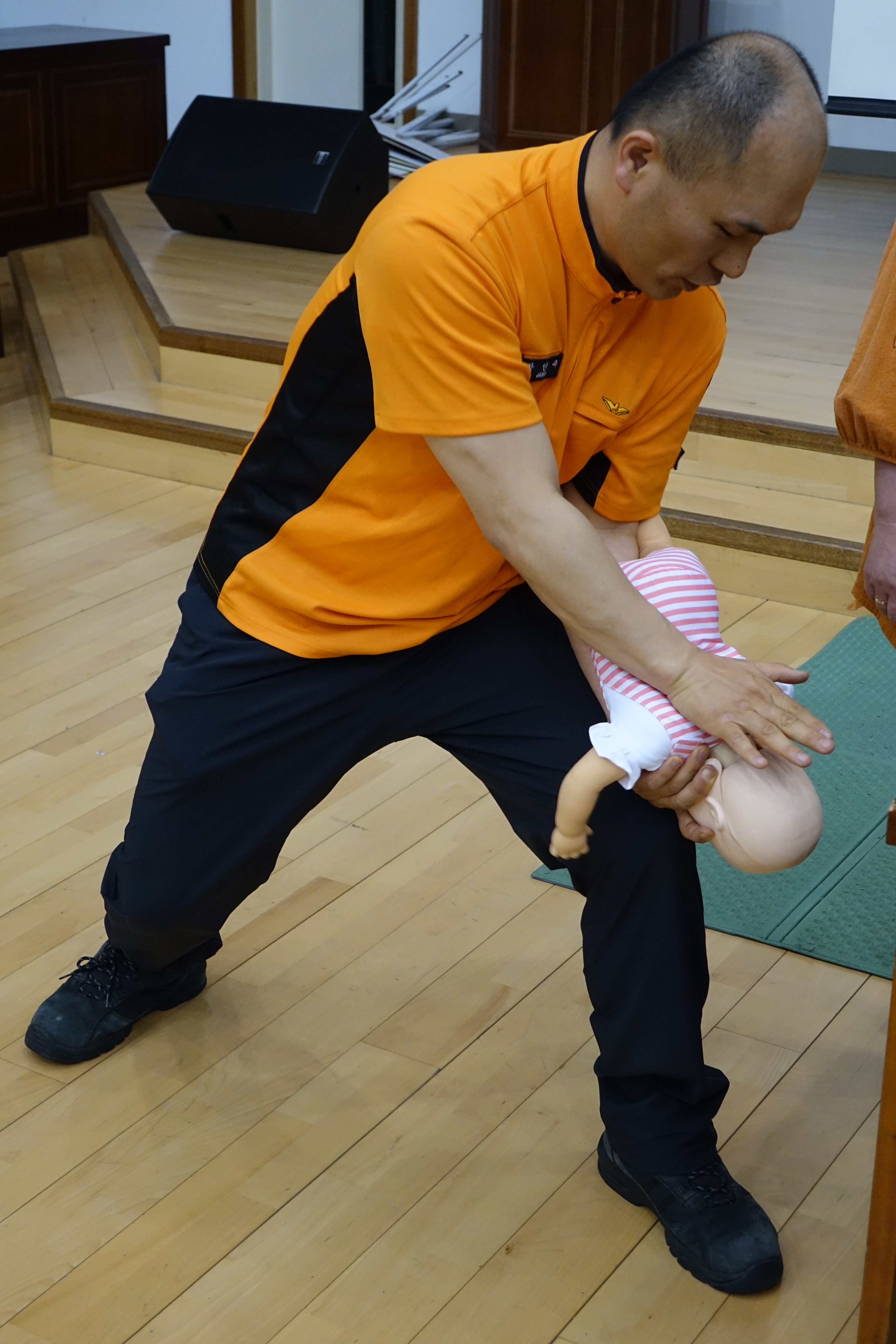
영유아 하임리히법

하임리히법(Heimlich maneuver 또는 abdominal thrusts)이란 기도가  이물질로 인해 폐쇄되었을 때, 즉 기도이물이 있을 때 응급처치법이다. 서 있는 어른의 경우에는 뒤에서 시술자가 양팔로 환자를 뒤로부터 안듯이 잡고 칼돌기(검상돌기)와 배꼽 사이의 공간을 주먹 등으로 세게 밀어 올리거나 등을 세게 친다. 단 1세 미만의 영아에 대해서는 45도 각도로 하임리히를 시행하도록 한다..

## 같이 보기
- 기도 폐쇄
- 기본소생술